# Priorat de Catalunya

Creu de Malta

El Priorat de Catalunya (o Gran Priorat de Catalunya) fou la demarcació que l'orde de Sant Joan de Jerusalem va crear a partir de 1317 quan la major part dels béns de l'orde del Temple van passar a la primera, així es va dividir el priorat històric que hi havia hagut a la Corona d'Aragó, la Castellania d'Amposta, en dues entitats: la Castellania d'Amposta i el Priorat de Catalunya, (i encara deixant el regne de València per al nou orde de Montesa).

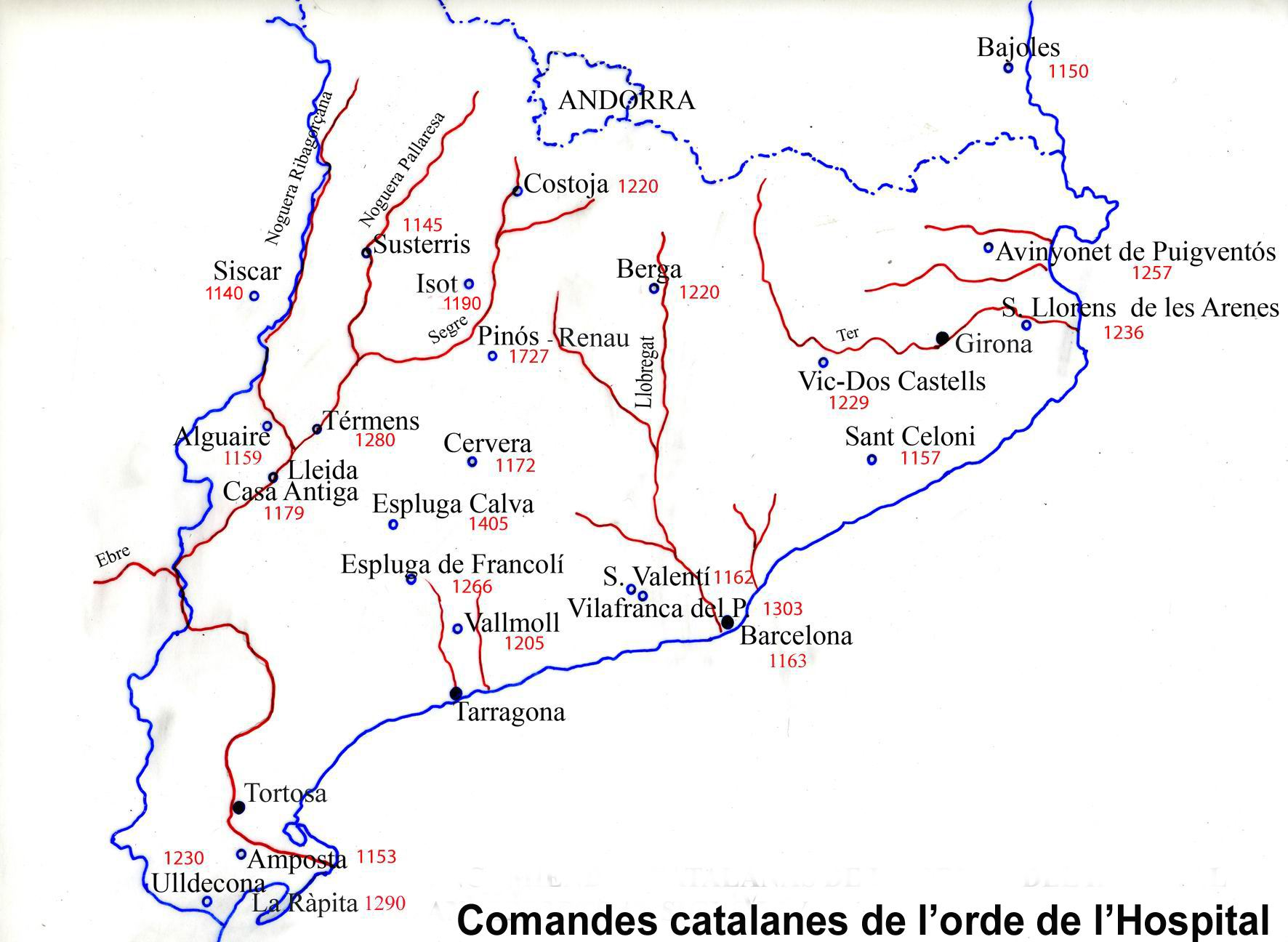
Comandes catalanes de l'orde de l'Hospital (amb data de fundació)

El Priorat de Catalunya comprenia totes les comandes situades a Catalunya (amb els comtats del Rosselló inclosos) i les Illes Balears. Ara bé, les comandes que restaven a la dreta de l'Ebre no s'incloïen al Priorat, sinó que formaven part de la Castellania.
Tanmateix, va haver-hi excepcions: antigues possessions templeres de la Llitera i, sobretot, les hospitaleres de la Baixa Ribagorça, adscrites a la comanda de Siscar restaren sota l'administració del Gran Priorat de Catalunya.
Al capdavant del Priorat de Catalunya hi havia un frare hospitaler que s'anomenava Prior de Catalunya que residia normalment a Barcelona i durant l'edat mitjana solia ser un home de confiança de la monarquia, com el castellà d'Amposta.

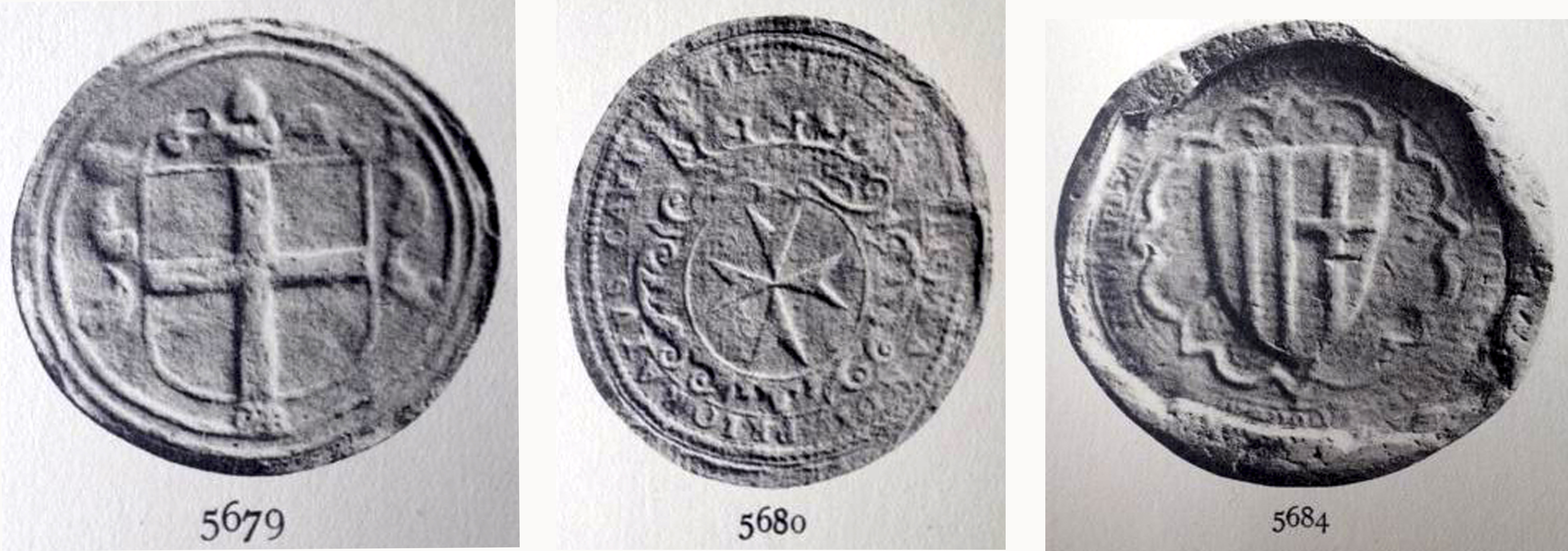
Tres segells del Gran Priorat de Catalunya (publicats per Ferran de Sagarra: Sigil·lografia Catalana, III, Barcelona, 1932). El núm. 5679, del Prior Josep de Vilallonga, any 1728; el núm. 5680, procedent de la casa de Susterris-Siscar, any 1735; i el núm. 5684, del Prior Guillem de Guimerà, any 1392.

## Llista de les comandes del Priorat de Catalunya
COMANDES ORIGINÀRIES DE L'HOSPITAL.
- Cervera (1121) (femenina, 1245)
- L'Espluga de Francolí
- Vallmoll
- Renau-Pinós
- Alguaire (femenina, 1251)
- La Casa Antiga (Lleida)
- L'Espluga Calba.[3]
- Susterris
- Siscar[4]
- Isot
- Costoja
- Comanda d'Isot-Costoja-Berga[5]
- Térmens
- Sant Llorenç de les Arenes
- Avinyonet de Puigventós
- Vic - Dos Castells
- Berga
- Sant Celoni.[6]
- Barcelona (1121)

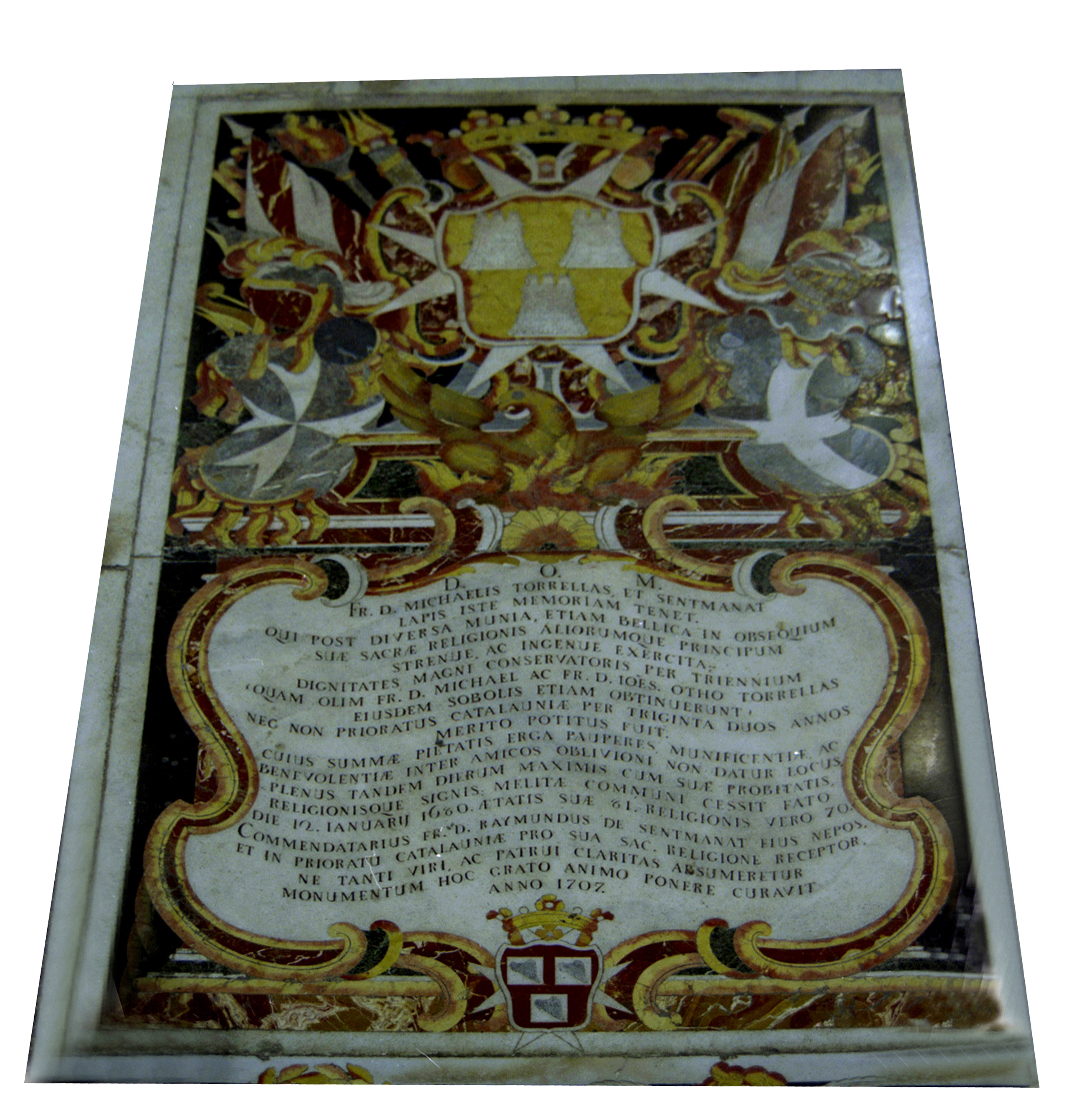
Església de Sant Joan de la Valleta. Llauda sepulcral de fra Miquel Torrelles, gran prior de Catalunya.

- Sant Valentí de les Cabanyes (1122) – Vilafranca (1306)

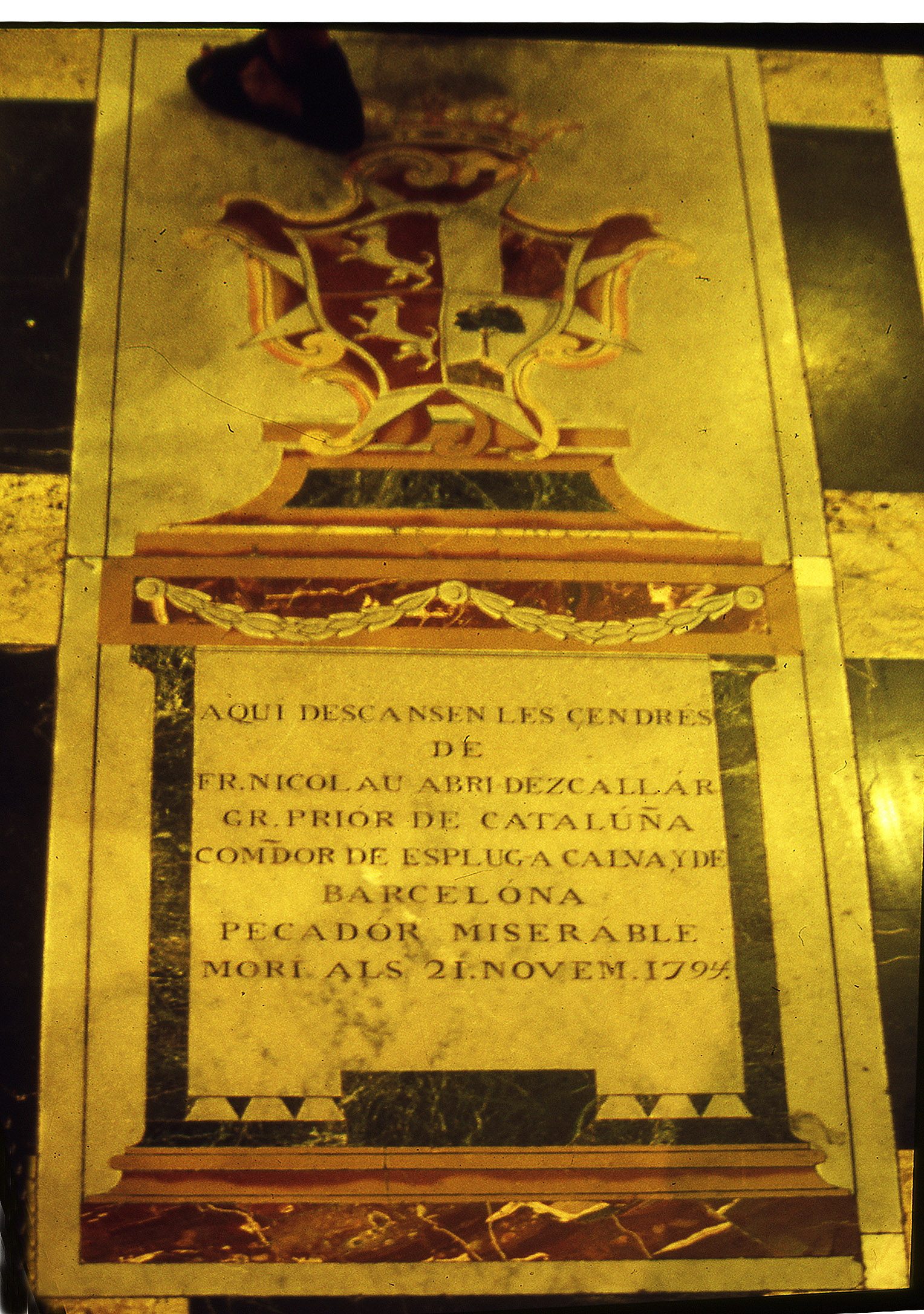
Església de Sant Joan de la Valleta.Llauda sepulcral del gran prior fra Nicolau Abrí Descatllar.(única retolada en català)

- Bajoles
- Cotlliure
- Mallorca (Sant Joan de la Mar)[7]

COMANDES ORIGINÀRIES DEL TEMPLE.
- Granyena
- Barberà
- Vallfogona
- L'Espluga de Francolí[9]
- Selma
- Tortosa
- Gardeny
- Corbins
- Barbens
- Torres de Segre-Gebut
- Castelló d'Empúries
- Aiguaviva
- Puig-reig
- Barcelona[10]
- El Masdéu
- Perpinyà
- Mas de la Garriga
- Orla
- Bages
- Palau del Vidre
- Sant Hipòlit
- Ciutat de Mallorca / Pollença[11]